# Corbeta Afcon
La Corbeta AFCON es un proyecto de corbeta finalizado del cual no se ha construido ninguna unidad y que nace de General Dynamics [GD], Northrop Grumman [NOC], BathGroup [BG] y Navantia.

## Antecedentes
El consorcio AFCon se formó en el año 2000 para aprovechar las oportunidades internacionales de transporte marítimo y militar de superficie, su cartera de clientes incluye IZAR (hoy en día Navantia) para el diseñado de las fragatas clase F-100 y F-310 y los destructores clase Arleigh Burke, todos estos buques de guerra están equipados con el sistema de armas AEGIS y lanzamisiles con arquitectura VLMS para destruir sus objetivos. 
Según Lockheed Martin [LMT] varios países, incluidos Australia, Gran Bretaña, Chile, Grecia, Israel  estaban interesados en las futuras oportunidades de los buques de guerra y su posible aplicación del sistema de armas AEGIS de la compañía. 
El equipo de AFCON trabajó con las marinas internacionales para diseñar y desarrollar un buque de guerra alto rendimiento y extremadamente económico, adaptado para el uso de operaciones en guerra de superficie, antiaérea y antisubmarina, obteniendo una capacidad excelente en movilidad y adaptabilidad en entornos de combate y en teatros operacionales.
AFCon continuaría construyendo sobre la relación que produjo el programa F-100, que incorpora un sistema de combate integrado con el radar SPY-1D, la clase más moderna de radar para el combate aeronaval de la Armada española, este éxito hizo que la Marina Real de Noruega se centrarse en este tipo de buques, ordenando cinco nuevas fragatas F-310 siendo diseñado y construido por Navantia integrado con del radar SPY-1F además de la incorporación de nueva fragata de Lockheed Martin con un menor tamaño integrando radar AN/SPY-1K del mismo modelo que esta corbeta.
Este buque rápido y de altas prestaciones está equipado a grandes rasgos con el radar de serie gradual SPY-1K, un sistema de radar ultrasónico moderno montado en el casco de la torre de radar, como defensa aeronaval de corto alcance tiene un cañón de otto breda de 76 mm y un afuste de armas ligeras, el sistemas de proyección misilística con 2x8 celdas MK 41 VLSM opcionalmente se le puede añadir un lanzamisiles Mk 14 MOD II, el buque está equipado para ASW además incluye unas instalaciones para 1 helicóptero ligero o medio con opciones para una variedad de sistemas de propulsión, la corbeta ha sido diseñada para minimizar gastos incorporando rasgos de automatización avanzados para reducir el tamaño de equipo.

## Perfil de la misión
La Corbeta Afcon, como componente de una fuerza naval deberá afrontar los nuevos retos que se presentan en este siglo, con los últimos avances tecnológicos y experimentados en materia de armamento, comunicación, navegación, propulsión de nueva tecnología.
Las misiones que debe desempeñar son las que se detallan a continuación:
- Vigilancia litoral y oceánica.
- Proyección del Poder Naval sobre tierra.
- Protección de una Fuerza desembarcada.
- Ataque o Protección de una Fuerza Naval.
- Disuasión de una fuerza naval hostil.
- Ataque o Protección en guerra antisubmarina

Las Fragatas deberán hacer frente tanto en teatros oceánicos como de litoral a amenazas de diversa índole que se relata a continuación:
- Campos minados contra buques.
- Buques de superficie y lanchas medias.
- Teatro aeronaval con misiles antibuque
- Submarinos nucleares y convencionales.

## Capacidades
Las capacidades con las que debe contar la Corbeta serán aquellas que le permitan el mejor desarrollo de sus misiones, dentro del escenario considerado frente a la amenaza, obteniendo una movilidad operacional que le permita actuar en zonas alejadas, haciendo un tránsito discreto a alta velocidad. 
- Sistema de Combate para la obtención de múltiples blancos en diferentes escenarios.
- Capacidad de transporte de personal, dado el caso grupo de operaciones especiales.
- Firmas magnética y acústica reducidas para minimizar la detección.
- Firmas radar e infrarroja reducidas para minimizar la detección.

AEGIS AN/SPY-1K: Radar multifunción tridimensional de corto alcance
Funciones y características fundamentales:
- Búsqueda y Seguimiento simultánea de 30 blancos en un radio de 200 km
- Dirección de tiro de misiles antiaéreos y antibuque
- Sigue hasta 900 trazas y genera hasta 920 haces/segundo
- Genera una potencia máxima 4 MW los paneles de 4352 elementos radiantes c/u

## Coste Naval
La corbeta Afcon desplazaría 2.600 toneladas y con una eslora de 102 metros y una dotación 60 hombres y 20 tripulantes con esto Izar se explicó que, debido a su versatilidad, diseño puede experimentar múltiples variaciones acomodándose a las necesidades del cliente y por ello es difícil concretar el coste de la unidad. Sin embargo, si se aplica el 35% de reducción global que supone el nuevo barco con respecto a los anteriores, el precio podría rondar los 110 millones de euros

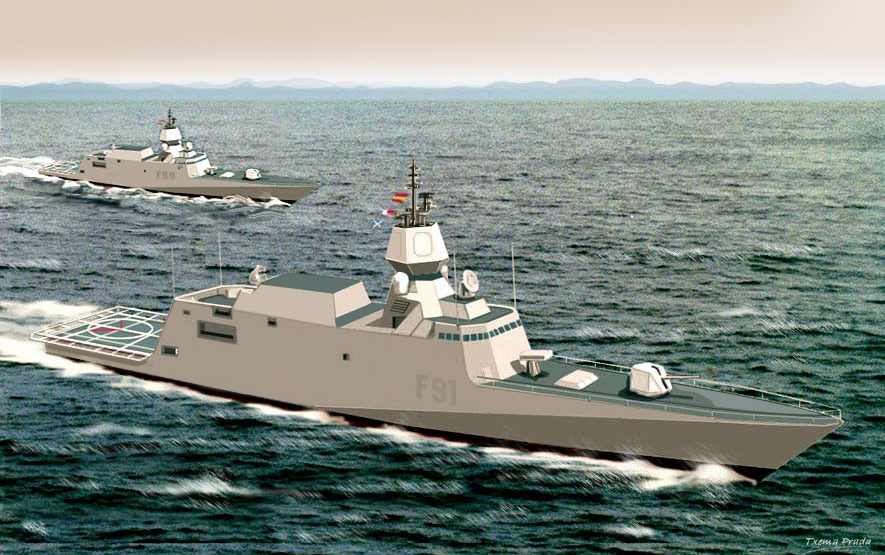
Corbetas Afcon.